# Montagnac-la-Crempse
Montagnac-la-Crempse – miejscowość i gmina we Francji, w regionie Nowa Akwitania, w departamencie Dordogne.
Według danych na rok 1990 gminę zamieszkiwały 363 osoby, a gęstość zaludnienia wynosiła 14 osób/km² (wśród 2290 gmin Akwitanii Montagnac-la-Crempse plasuje się na 826. miejscu pod względem liczby ludności, natomiast pod względem powierzchni na miejscu 351.).